# Krystian Wirtemberski (książę oleśnicki)
Chrystian Ulryk I (ur. 19 kwietnia 1652, Oleśnica, zm. 5 kwietnia 1704, tamże) – książę oleśnicki.

## Życiorys
Syn księcia Sylwiusza Nimroda Wirtemberskiego i Elżbiety Marii Podiebrad. Wnuk księcia Juliusza i Anny Zofii saskiej.
W 1664 roku umarł jego ojciec, rządy opiekuńcze przejęła matka. Ukończył Collegium illustre w Tybindze.
13 marca 1671 ożenił się z Anną Elżbietą von Anhalt-Bernburg, córką Christiana II. Chrystian i Anna mieli siedmioro dzieci:
- Luizę Elżbietę (1672-1736)
- Krystiana Ulryka (1673-1674)
- Leopolda Wiktora (1675-1676)
- Fryderyka Krystyna (1676)
- Zofię Angelikę (1677-1700)
- Eleonorę (1678 – 1679)
- Teodozję (1680).

22 sierpnia 1673 roku doszło do podziału księstwa między synów Elżbiety: Sylwiusz otrzymał część oleśnicką, Krystian otrzymał część bierutowską, zaś najmłodszy Juliusz otrzymał część dobroszycką, jednak jako że Juliusz był niepełnoletni, do swojej śmierci w 1686 roku częścią tą rządziła Elżbieta.
Anna Elżbieta zmarła w 1680 roku. 27 października 1683 roku Krystian ożenił się ponownie z Sybillą Marią von Sachsen-Merseburg. Para miała również siedmioro dzieci:
- Krystynę Marię (1685-1695)
- Krystiana Erdmana (1686-1689)
- Eleonorę Jadwigę (1687-1688)
- Ulryka Erdmuta (1688-1690)
- Karola Fryderyka (1689-1761)
- Krystiana Ulryka (1690-1734)
- Elżbietę Sybillę (1692-1694)

Dla swojej nowej żony kupił posiadłość pod Oleśnicą, gdzie kazał wybudować pałac w Szczodrem. Sybilla Maria zmarła w 1693 roku, na jej cześć posiadłość zmieniła swoją nazwę na Sybillenort.
7 grudnia 1695 roku ożenił się z Zofią Wilhelminą von East Friesland. Urodziła jedną córkę Augustę Luizę (1697-1739). Wybudował dla niej rezydencję w Brzozowcu. Zofia umarła w 1698 roku.
Gdy w 1697 roku umarł bezpotomnie jego brat Sylwiusz, Chrystian Ulryk przejął część oleśnicką, przeniósł jednocześnie swoją siedzibę z Bierutowa do Oleśnicy.
Zainicjował budowę kaplicy Wirtembergów w kościele zamkowym w Oleśnicy.
6 grudnia 1700 roku ożenił się z Zofią von Mecklenburg-Guestrow. Nie mieli dzieci.
Po jego śmierci w 1704 roku niepełnoletni synowie Karol Fryderyk i Krystian Ulryk odziedziczyli wspólnie część oleśnicką. Zaś ich kuzyn Karol Wirtemberski, syn Juliusza, część bierutowską.

## Literatura
- Jan Županič: Württemberkové v Olešnici. [w:] „Studia zachodnie”, 13, 2011, S. 49-64.